# Historisches Werbefunkarchiv

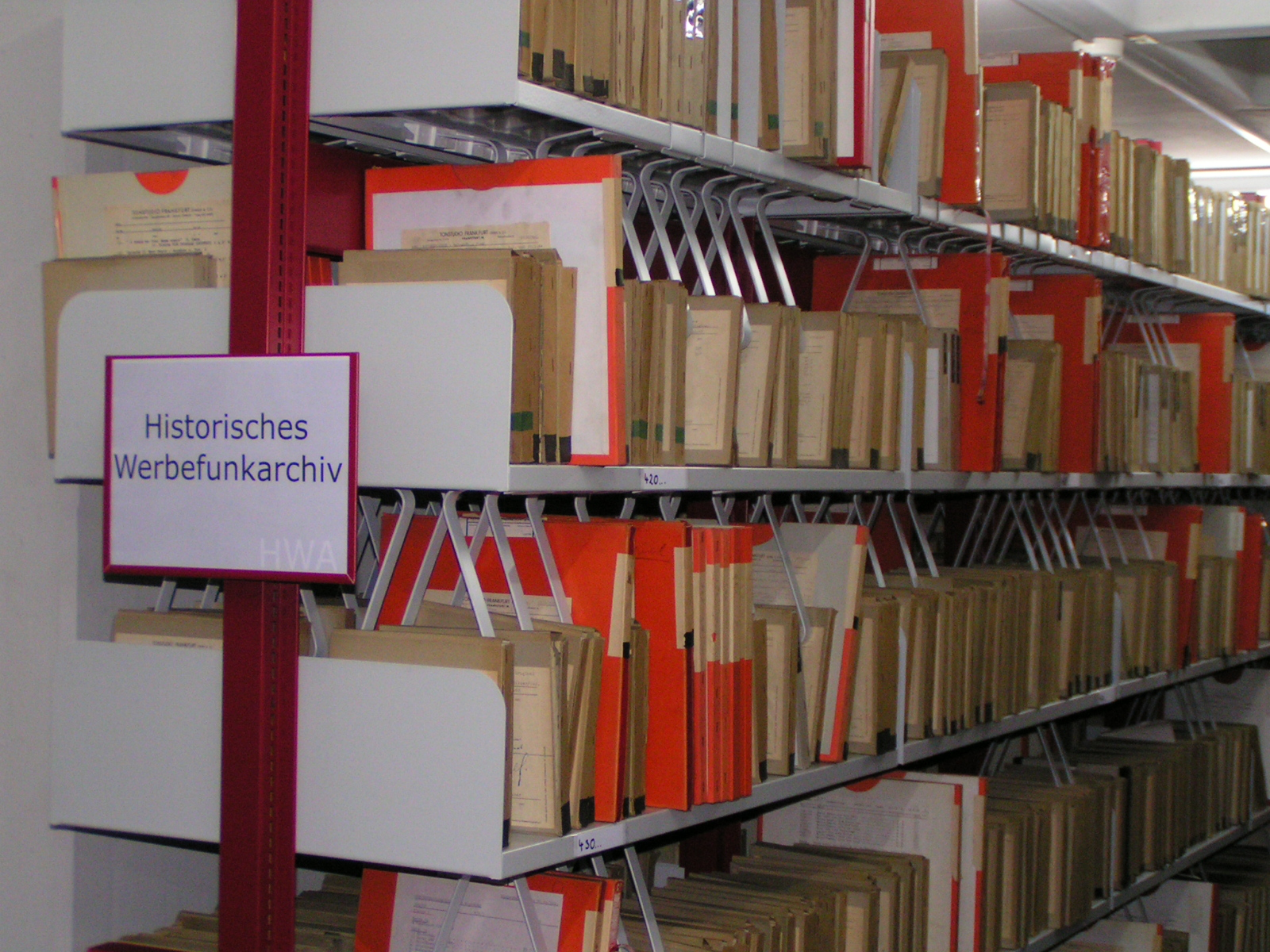
Tonbandsammlung des HWA im Magazin der Universitätsbibliothek Regensburg

Das Historische Werbefunkarchiv (HWA) der Universität Regensburg stellt eine einzigartige Sammlung von Werbefunksendungen aus den Jahren 1948 bis 1987 dar. Mit rund 50.000 – überwiegend deutschsprachigen – Radiospots unterschiedlicher Marken und Produkte gilt es als eines der größten Werbefunkarchive weltweit.

## Geschichte
Das Archiv wurde der Universität Regensburg von Erwin H. Geldmacher, Honorarprofessor an der Universität der Künste Berlin, überlassen. Die auf rund 8.000 analogen Magnettonbändern gespeicherten Aufnahmen stammen aus dem Tonstudio Frankfurt (1948–1977), dessen Leiter Geldmacher war, sowie dem in der Folgezeit entstandenen Fischer Studio, Bad Soden am Taunus (1978–1987). Entgegen der damals üblichen Praxis setzte sich Geldmacher von Anfang an für eine systematische Sammlung und Archivierung der Werbeaufnahmen ein.
Bis Januar 2003 war das Archiv bei der Bayerischen Rundfunkwerbung (der Werbetochter des Bayerischen Rundfunks) in München untergebracht, musste jedoch wegen Platzmangels von dort entfernt werden.
Dass das Archiv schließlich nach Regensburg kam, geht auf die Initiative von Sandra Reimann, damals Doktorandin am Lehrstuhl für Deutsche Sprachwissenschaft, zurück. Reimann arbeitete mit den Aufnahmen im Rahmen ihrer Dissertation und schlug ihrem Doktorvater Albrecht Greule vor, die Sammlung zu erwerben.

## Digitalisierung
Um die Tonbandaufnahmen vor dem physischen Verfall zu retten und Erhalt und Zugänglichkeit der Tondokumente sicherzustellen, wurde die Sammlung im MultiMediaZentrum der Universitätsbibliothek Regensburg digitalisiert. Dieses Projekt wurde von Januar 2005 bis März 2008 im Rahmen des Förderbereichs „Kulturelle Überlieferung“ von der Deutschen Forschungsgemeinschaft gefördert.

## HWA-Datenbank
Die Hörfunkspots sind über eine Datenbank im Internet erschlossen und recherchierbar. Für die Recherche stehen eine einfache und eine erweiterte Suchmaske zur Verfügung, außerdem ist das Durchblättern des gesamten Bestands nach Marke, Produktgruppe und Produktionsjahr möglich.

## Zugang zu den Hörfunkspots
Die Werbeaufnahmen stehen für Forschung und Lehre kostenfrei bzw. gegen eine geringe Bearbeitungspauschale zur Verfügung. Private und kommerzielle Nutzung sind über eine Gebührenordnung geregelt. Alle Bestellungen setzen die Unterzeichnung einer Nutzungsvereinbarung voraus. Weitere Informationen erhält man bei den Ansprechpartnern des Historischen Werbefunkarchivs.